# Trier-Denkmal

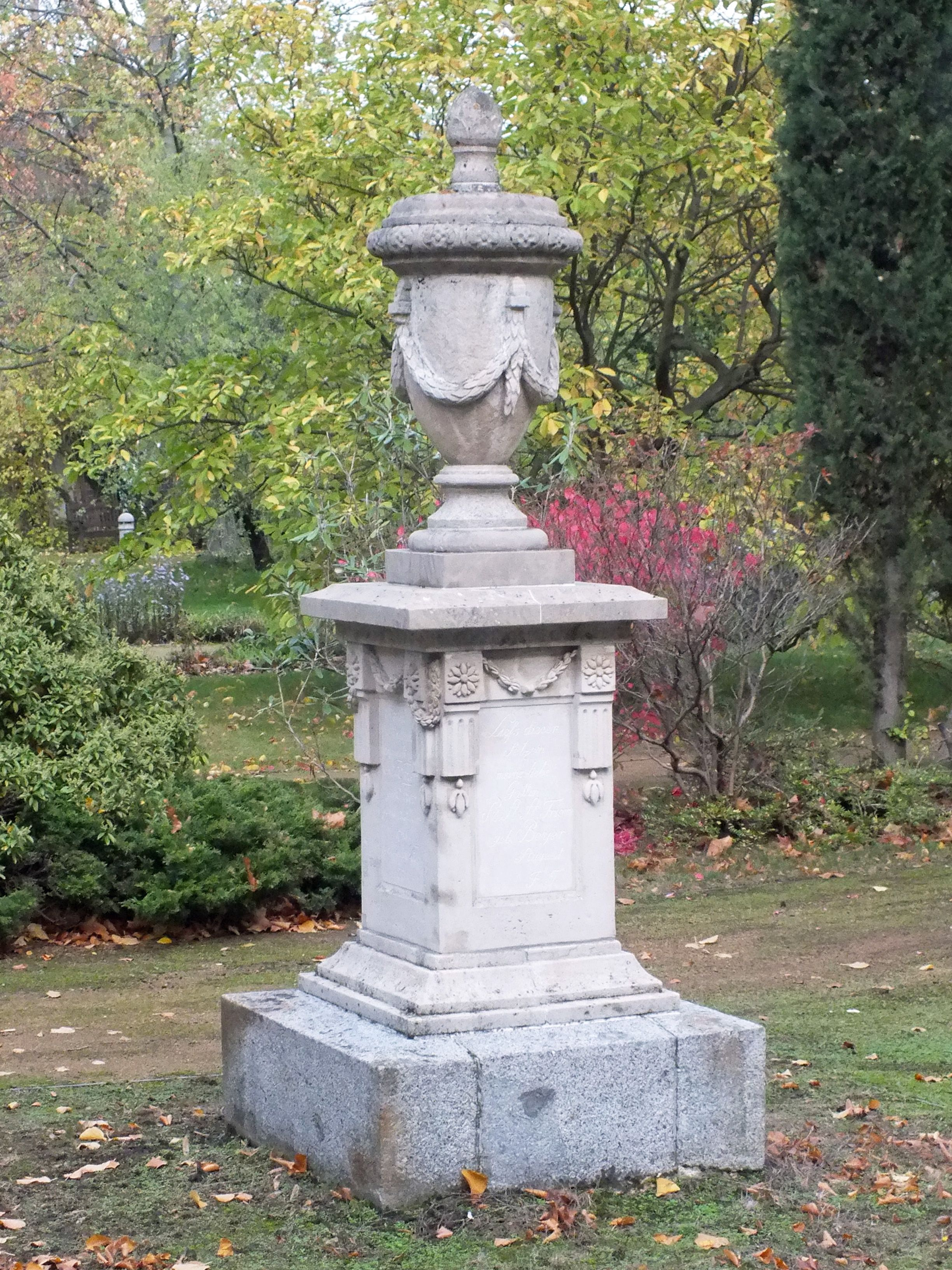
Trier-Denkmal (2019)

Das Trier-Denkmal in Leipzig erinnert an die Familie Trier, die mit ihrer testamentarischen Überlassung des Trierschen Gartens samt Gebäuden den Grundstein für eine Hebammenschule legte, aus der sich das gynäkologische Institut des Universitätsklinikums (Triersches Institut) entwickelte, und auch ein neues Gelände für den Botanischen Garten der Universität bereitstellte.

## Geschichte
Der Leipziger Ratsherr Carl Friedrich Trier heiratete nach dem Tod seiner Frau Karoline Friederike (1725–1771) deren Freundin Rahel Amalia Augusta Beyer (1731–1806). Diese ließ in Erinnerung an die Freundschaft und Liebe der drei Personen im Trierschen Garten am südwestlichen Rand der Stadt ein Denkmal errichten, damals auch Monument genannt.

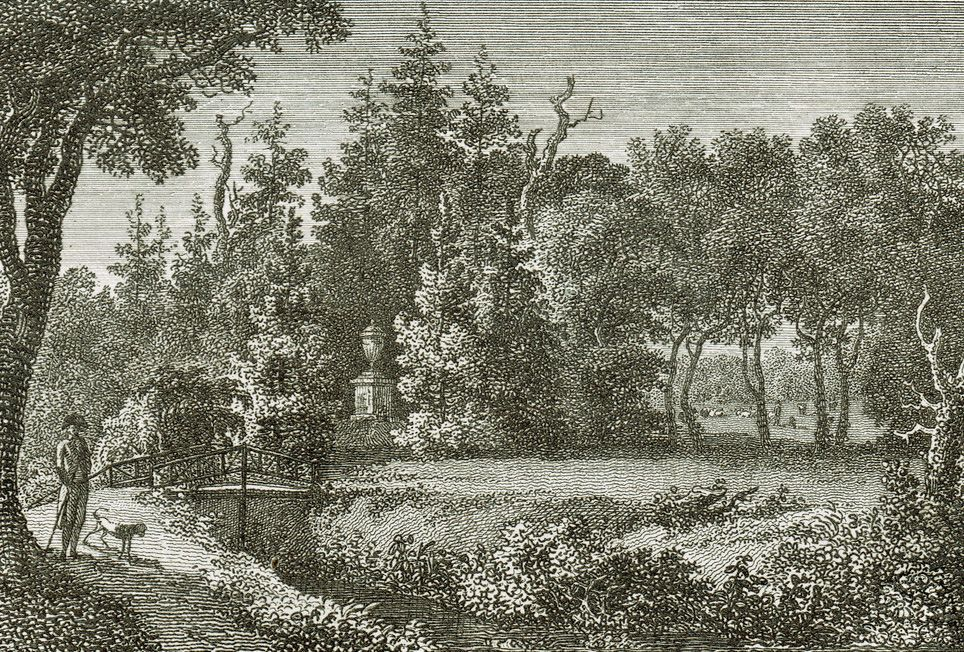
Monument im Trierschen Garten

1808 wurde der Triersche Garten zum Botanischen Garten der Universität, und als dieser 1876/1877 wegen des Baus des Reichsgerichts an die Linnéstraße verlegt wurde, wurde auch das Denkmal dorthin umgesetzt. Obwohl 1911 restauriert, verfiel es nach Kriegseinwirkungen und Luftverschmutzung weitgehend unbeachtet in einem abgelegenen Teil des Botanischen Gartens.
1984 begannen Bemühungen von Universität und Stadt, das Denkmal als Beleg der verlorenen Gartenkunst zu erhalten, wurden aber durch fehlende Mittel verhindert. Spenden des Vereins der Freunde und Förderer der Universität ermöglichten 1997 die Restaurierung und Aufstellung des Denkmals im Garten der ehemaligen Frauenklinik in der Philipp-Rosenthal-Straße.

## Beschreibung

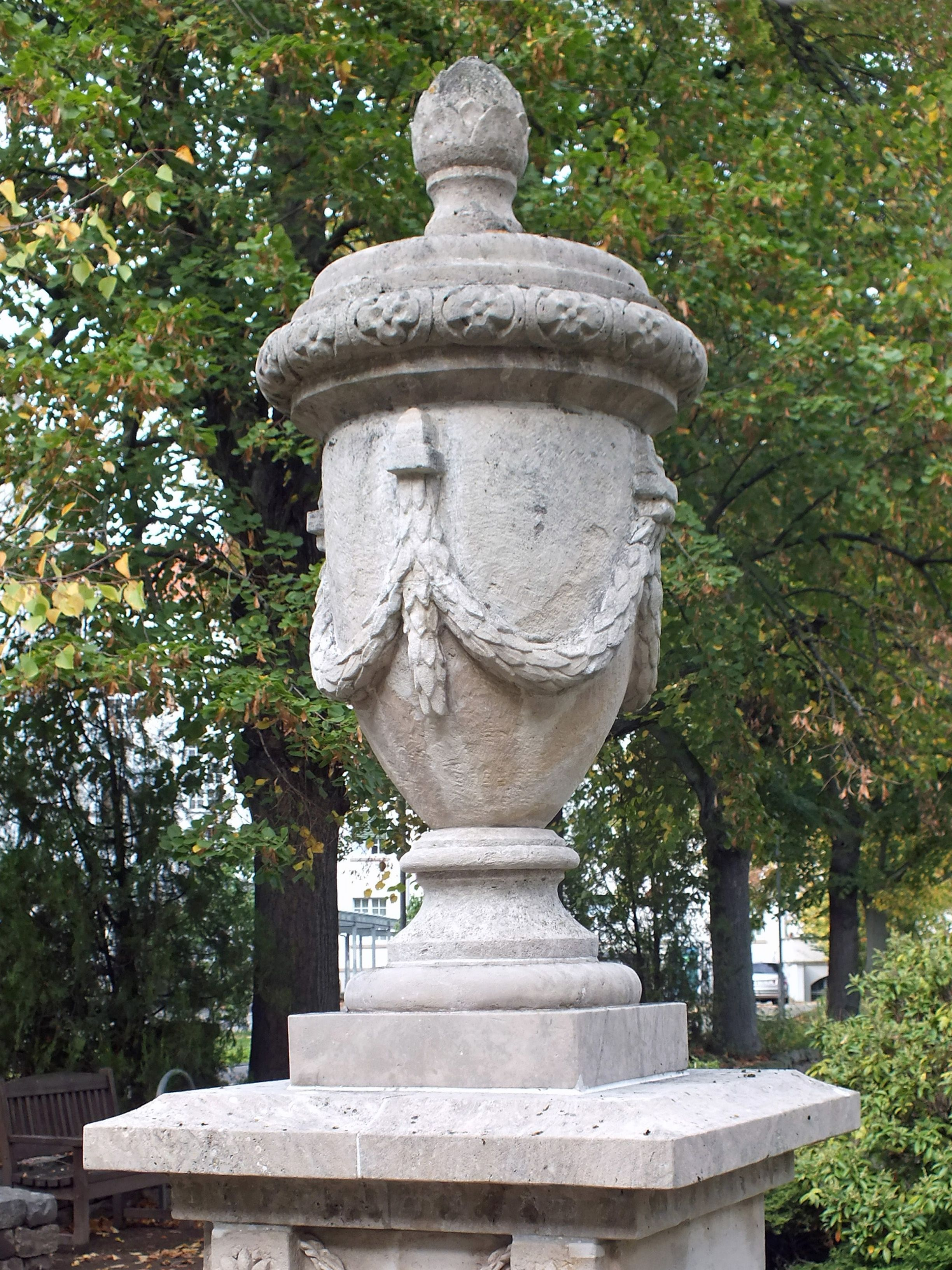
Urne
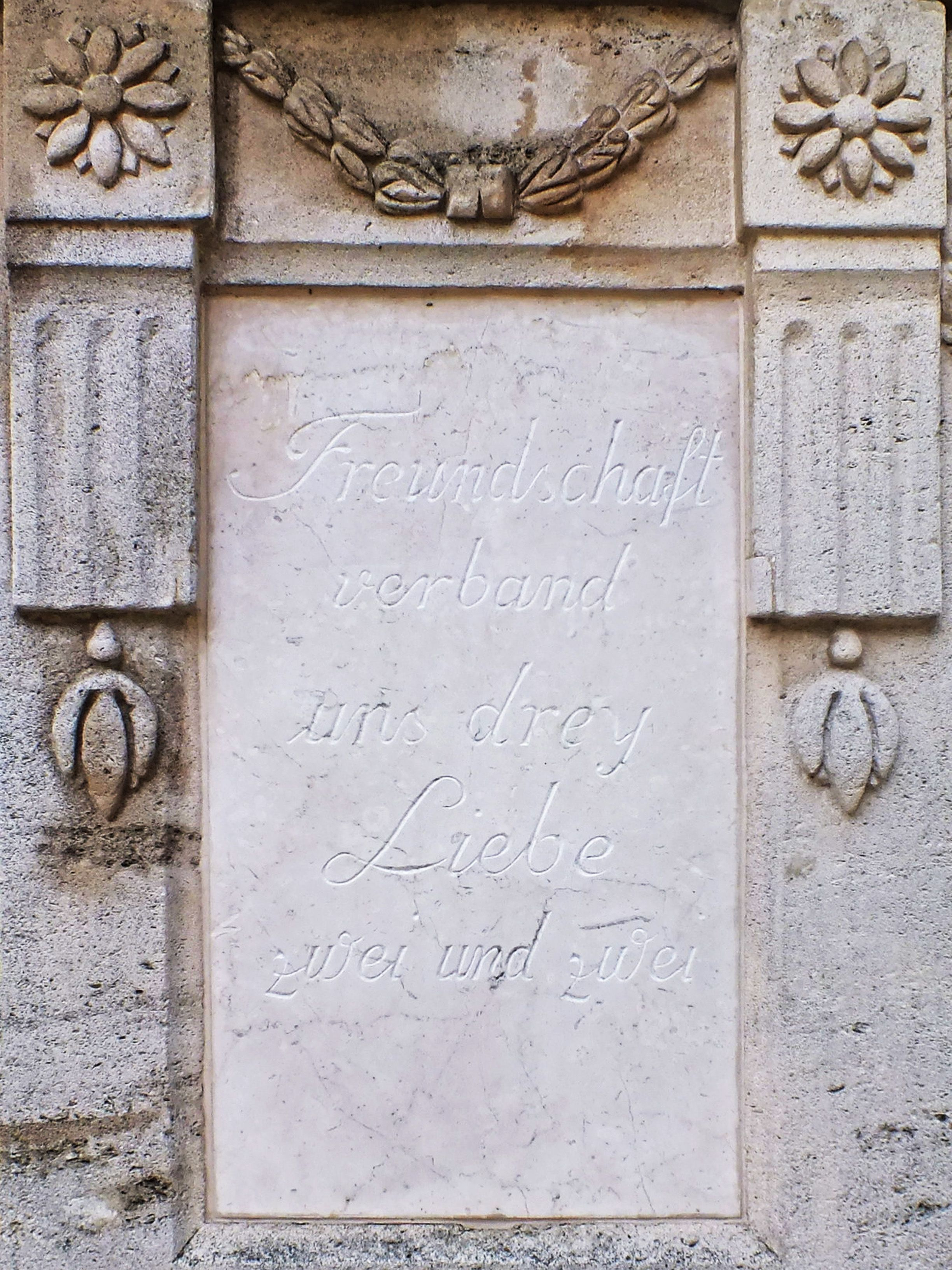
Eine der Schrifttafeln

Auf einem Sockel aus Granit steht ein geschmücktes Sandsteinpostament mit vier Schrifttafeln aus Carrara-Marmor. Das Postament krönt eine mit Kränzen geschmückte Deckelurne aus Sandstein. Das übermannsgroße Denkmal ist einem der römischen Antike entlehnten Grabaltar nachgestaltet.
Die Texte auf den Schrifttafeln lauten:

Vorderseite: Dem | Andenken | meiner geliebten Gattin | C. F. Trier | geb. Trier | geb. d. 12. Decbr. | 1745,  | gest. d. 1. Febr. | 1771 – Rechts: Ließ diesen | Setzen | meine liebe | Gattin | R. A. A. Trier | geb. Beyer | August | F.T. – Links: Freundschaft | verband uns drey | Liebe | zwei und zwei – Rückseite: Hoffnung | alle drey